# 幸福的抉擇 I do?
幸福的抉擇 I do?（ピン音:Xìng Fù De Jué Zé - ）は、台湾で2008年12月12日にリリースされた梁静茹（フィッシュ・リョン）のCDシングル。日本版は未発売。

## 解説
2008年に台湾で放送されたドラマ『幸福的抉擇』の主題歌「屬於」、エンドテーマ「PK」の新曲2曲と、古巨基のアルバム『我還是你的情歌王』に収録されているデュエット曲「還是好朋友」、梁静茹のアルバム『親親』より「不是我不明白」、品冠のアルバム『Need U Most』より「way back into love」の計5曲が収められたCDである。
翌月の2009年1月16日に発売された梁静茹のアルバム『靜茹&情歌』の初回特別版『情人禮盒版』には、このCDが同梱されている。

## 収録曲
1. 屬於（4'06"）
作詞:陳沒、作曲:鴉片丹、編曲:WAVE G
※ドラマ『幸福的抉擇』の主題歌
2. PK（3'41"）
作詞:姚若龍、作曲:曹格、編曲:涂惠源+覃楨
※曹格（ゲイリー・ツァオ）とのデュエット、ドラマ『幸福的抉擇』のエンドテーマ
3. 還是好朋友（4'04"）
作詞:林夕、作曲:黄韻玲
※古巨基（レオ・クー）とのデュエット
4. 不是我不明白（4'39"）
作詞:李焯雄、作曲:林倛玉
※盧廣仲（ルー・グァンチョン）とのデュエット
5. way back into love（4'35"）
作詞:Adam Schlesinger、作曲:Adam Schlesinger
※品冠（ビクター・ホァン）とのデュエット